# Jaakonjärvi (sjö i Kajanaland, lat 64,72, long 29,02)
Jaakonjärvi är en sjö i Finland. Den ligger i kommunen Suomussalmi i landskapet Kajanaland, i den centrala delen av landet, 500 km norr om huvudstaden Helsingfors. Jaakonjärvi ligger 213 meter över havet. Arean är 14,9 hektar och strandlinjen är 1,52 kilometer lång. Sjön  ingår i Uleälvens huvudavrinningsområde. 